# Ángel Zerpa Aponte
Ángel Wladimir Zerpa Aponte (Parroquia El Valle, Caracas, 15 de noviembre de 1960) es un abogado, juez y profesor universitario venezolano. Fue designado magistrado del Tribunal Supremo de Justicia de Venezuela en el exilio el 21 de julio de 2017, sin embargo no pudo ejercerlo efectivamente ya que al día siguiente de su juramentación fue detenido por el servicio de inteligencia venezolano, para luego ser juzgado en tribunales donde fue condenado por traición a la patria. El 24 de agosto de ese mismo año es liberado bajo medidas cautelares.
Zerpa Aponte es graduado de derecho de la Universidad Central de Venezuela. Es practicante y docente de derecho penal, profesor de pregrado y de postgrado de varias universidades venezolanas, incluyendo su alma mater, la Universidad Católica Andrés Bello, entre otras. Zerpa Aponte fue instructor en la Escuela de Fiscales dependiente del Ministerio Público y Juez Superior Titular Penal de la Corte de Apelaciones Penales de Caracas.

## Profesión
Zerpa Aponte tiene una maestría de la Universidad de Glasgow. Entre las acciones más importantes durante su gestión como Juez Titular Superior Penal, estarían:
- En 2001 dos veces concedió medida de casa por cárcel a Luis Carrera Almoina, hijo del escritor Gustavo Luis Carrera, condenado por el secuestro, las torturas y la violación de la joven Linda Loaiza López.[2] Luego de revocar la medida, Carrera Almoina fue arrestado por la Policía Municipal de Chacao luego de darse a la fuga brevemente en noviembre de 2001.[3]

- En 2012 demandó al TSJ por reformas dictadas sobre el Código Orgánico Procesal Penal de Venezuela que otorgaba al presidente Hugo Chávez poderes que consideraba inconstitucionales, por lo que fue suspendido de su cargo y sometido a procesos disciplinarios.[4]

Ejerció como representante de la fiscal general del Ministerio Público, Luisa Ortega Díaz al ser solicitada al TSJ antejuicio de mérito contra la fiscal como parte de la crisis institucional de Venezuela de 2017.

## Magistrado
Zerpa Aponte fue elegido al TSJ en una medida controversial por la Asamblea Nacional de Venezuela en medio de la crisis institucional de Venezuela de 2017 y asignado como integrante principal de la Sala Político Administrativa del Tribunal Supremo de Justicia. Al día siguiente de su nombramiento al TSJ, Zerpa es arrestado por el Servicio Bolivariano de Inteligencia Nacional en Caracas, relacionado la sentencia del TSJ en funciones por el delito de usurpación de funciones. Zerpa Aponte fue sometido a una audiencia por un tribunal militar y privado de libertad por ella. El 24 de agosto de ese año fue dejado en libertad bajo medidas cautelares, dichas medidas lo obligarán a presentarse cada ocho días ante tribunales, además tiene prohibido salir del país y no podrá ofrecer declaraciones a los medios de comunicación.